# 巴达卢科
巴达卢科（義大利語：Badalucco），是意大利因佩里亚省的一个市镇。总面积15.84平方公里，人口1242人，人口密度78.4人/平方公里（2009年）。ISTAT代码为008006。